# Buzeins
Buzeins is een plaats en voormalige gemeente in het Franse departement Aveyron in de regio Occitanie. De plaats maakt deel uit van het arrondissement Millau en sinds 22 maart 2015 van het op die dag opgerichte kanton Tarn et Causses. Op 1 januari 2016 fuseerde Buzeins met de overige gemeenten van het in maart 2015 opgeheven kanton Sévérac-le-Château tot de commune nouvelle Sévérac d'Aveyron.
De plaats is ontstaan rond een feodaal kasteel dat werd vernield tijdens de Hugenotenoorlogen.

## Geografie
De oppervlakte van Buzeins bedraagt 20,5 km², de bevolkingsdichtheid is 9,8 inwoners per km².
Buzeins ligt op een klein plateau tussen de valleien van de Aveyron en de Vimenet. De Puech de Buzeins is een 864 m hoge uitgedoofde vulkaan.
De onderstaande kaart toont de ligging van Buzeins met de belangrijkste infrastructuur en aangrenzende gemeenten.

## Demografie
Onderstaande figuur toont het verloop van het inwonertal (bron: INSEE-tellingen).

Vanwege een beveiligingsprobleem met de MediaWiki Graph-software is het momenteel niet mogelijk deze grafiek weer te geven. Zodra de software is bijgewerkt zal de grafiek vanzelf weer zichtbaar worden.